# Faenzai 117. kódex

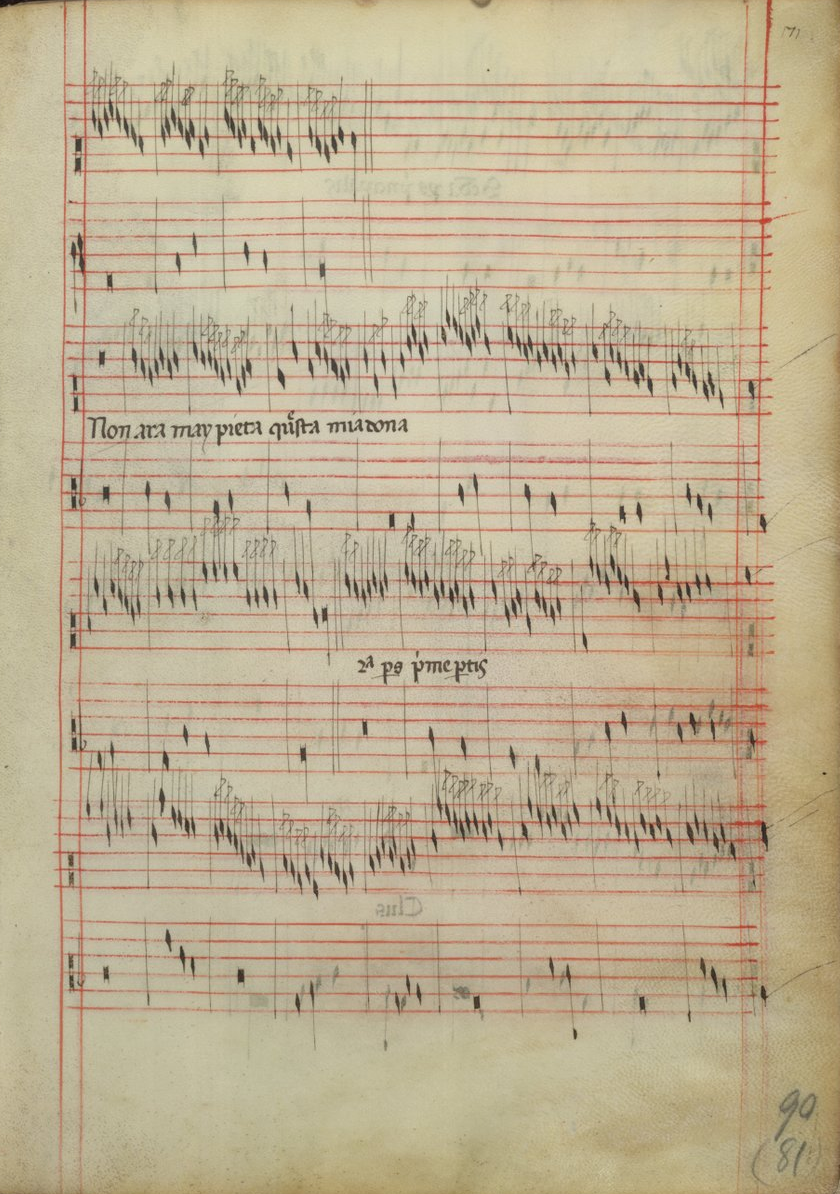
Francesco Landini: Non ara may pieta questa mia dona c. műve

A Faenzai 117. kódex vagy más néven a Codex Faenza, korábbi nevén Codex Bonadies, egy Itáliában valószínűleg 1430 körül keletkezett pergamenkódex, mely az 1300-as években született olasz és francia ars nova kompozíciókat, valamint kora reneszánsz műveket tartalmaz. A néhány igen jelentős egyházi és világi darabot tartalmazó kódex a késő gótikus hangszeres zene egyik legfőbb emléke, melyet a Ravenna melletti Faenzában lévő könyvtárban - Biblioteca Comunale di Faenza – őriznek.

## Leírása
A kódexet 1870-ben fedezték fel Olaszországban, akkor Codex Bonadies néven, majd 1937-ig feledésbe merült. Az 1930-as évek végén került a régizene kutatóinak érdeklődésébe. Ezt követően több fakszimile kiadása is született, többek között 1961-ben az American Institute of Musicology adta ki. A gyűjtemény eredeti példányát Olaszországban, a Ravenna melletti Faenzában lévő könyvtárban - Biblioteca Comunale di Faenza – őrzik. A kézirat fakszimile kiadványai Olaszországban és Olaszországon kívül is több könyvtárban megtalálhatók.

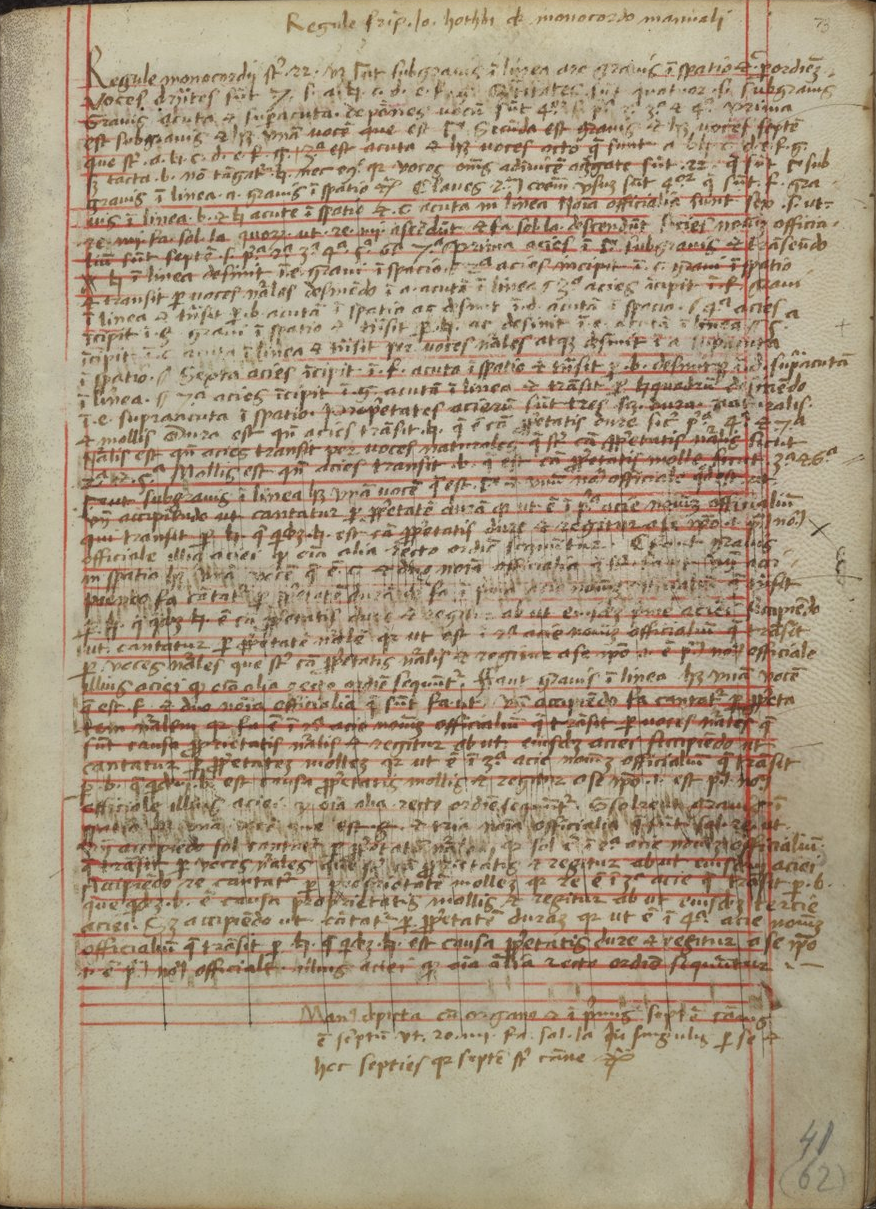
Johannes Bonadies traktátusának egy oldala (62. lap)

A kódexben szereplő legrégebbi művek 1340 körül keletkezhettek, melyeket a gyűjteménybe csak később, 1400 és 1425 között jegyezhették le Észak-Olaszországban, Veneto, Padova, Velence, Brescia vagy Verona apátságaiban. A gyűjtemény többek között tartalmazza az ars nova legjelesebb zeneszerzőinek, Guillaume de Machault három, Pierre des Molins, Jacopo da Bologna négy, Francesco Landini egy művét, valamint anonim szerzők darabjait is. Később pedig, 1473 és 1474 között, az üresen maradt pergamen fóliókra Johannes Bonadies ferrarai karmelita szerzetes-zeneszerző további korabeli egyházi és világi műveket másolt. Az ekkor a kódexbe került újabb művek ismert szerzői az akkori kortárs angol reneszánsz zeneszerzők, John Hothby, ill. Bernhard Ycart és Johannes de Erfordia voltak. A zeneűveken kívül Johannes Bonadies traktátusokat is bejegyzett a kötetbe a következő szerzőktől: J. de Muris, J. Ciconia, John Hothby, J. de Regio, N. Weyts és P. Bartholomeus.
A több mint 70 kompozíciót tartalmazó kéziratban szereplő darabok túlnyomó többségében világiak, de a gyűjtemény tartalmaz ezen kívül misetételeket is, összességében viszont csak 13 a liturgikus mű. A kétszólamú intabulációk alapjai ismert polifon művek, melyeket a 14. századi menzurális hangjegyírásban jegyezték le, és feltételezhetően a kódexből elő is adták a műveket, erre az egy-egy lap megviselt állapotából következtetnek. Nem ismert ugyanakkor, hogy az instrumentális darabokat milyen hangszeren játszották, lehetett az orgona, vagy más korabeli billentyűs hangszer vagy hárfa, lant, hegedű, ill. furulya is. Dragan Plamenac 1951-ben közzétett tanulmánya szerint szóló orgonán is előadhatták, ezt támaszthatja alá többek között az, hogy a kódexben szereplő intabulációk hangterjedelme 32 hang, amely megegyezik a 15. századi észak-itáliai egy manuálos orgonák hangterjedelmével.
A pergamenkódex mérete 245 × 175 mm és 97 fólió terjedelmű, a fóliók mindkét oldalára írtak, így 194 oldalon több mint 70 művet tartalmaz. A korábbi elnevezése, Codex Bonadies, Johannes Bonadies szerzetesre utal, aki és 1473 és 1474 között az eredetileg bejegyzett darabokhoz további művek másolt.

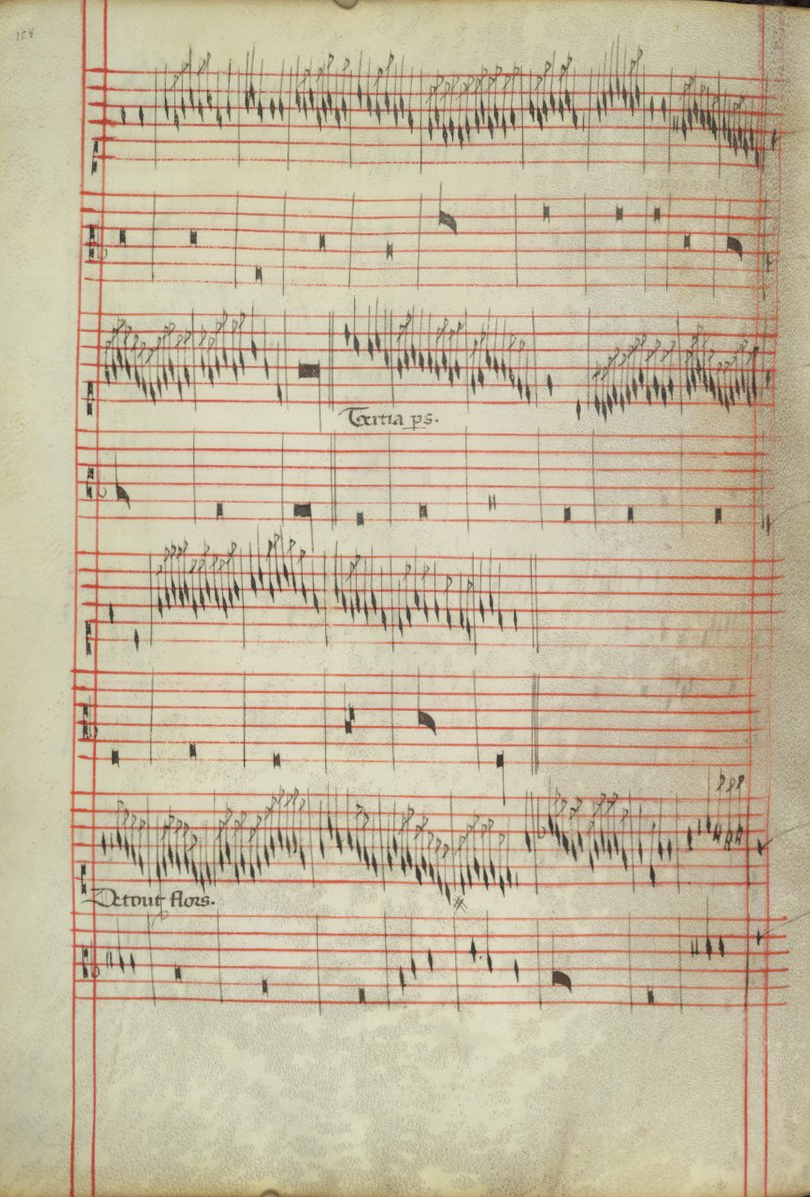
Guillaume de Machault De tout flors, intabuláció (37v lap)
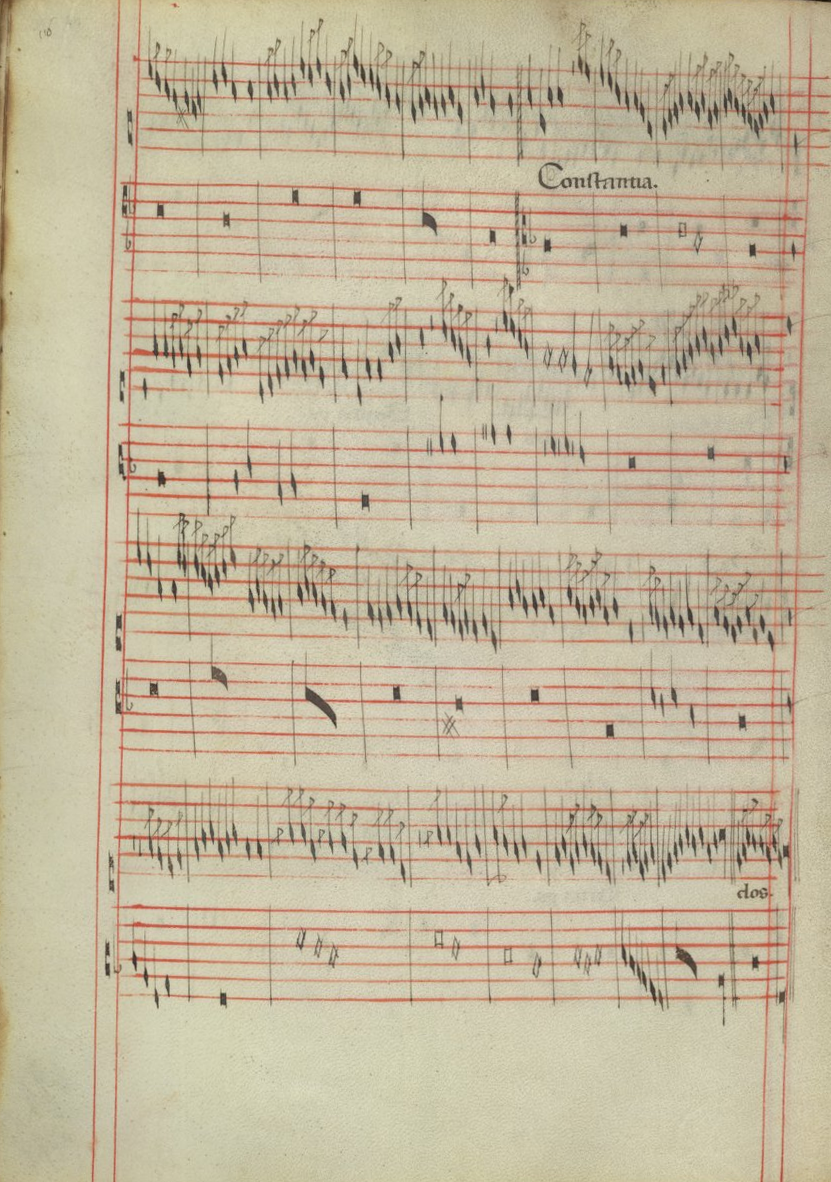
Constantia, intabuláció (41v lap)
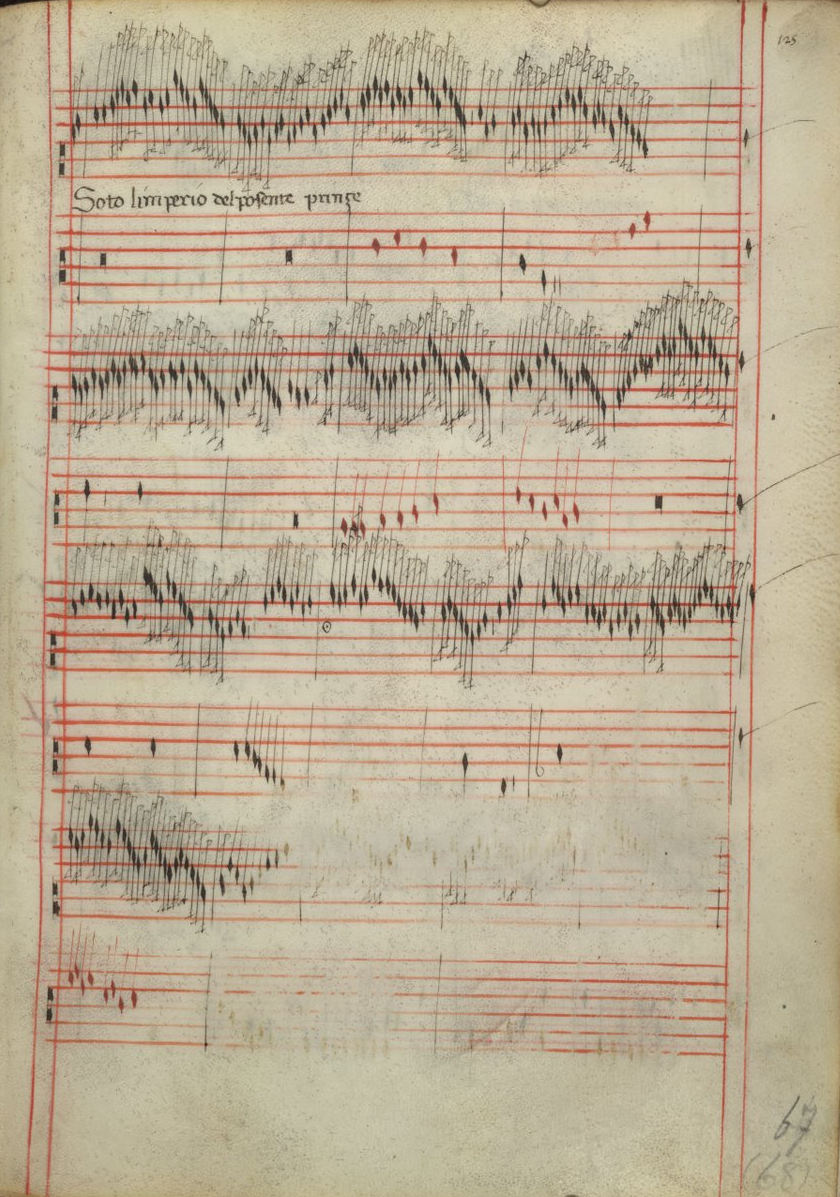
Sotto l'imperio, intabuláció (68. lap)
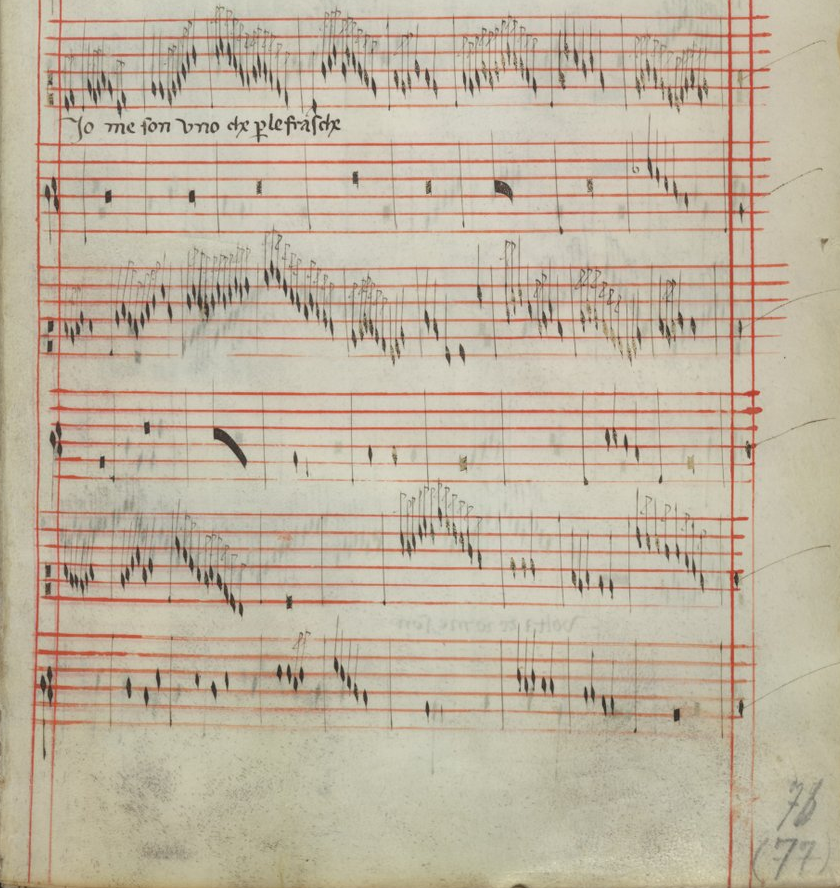
Jacopo da Bologna Jo me son uno che per le frasche, intabuláció (77. lap)
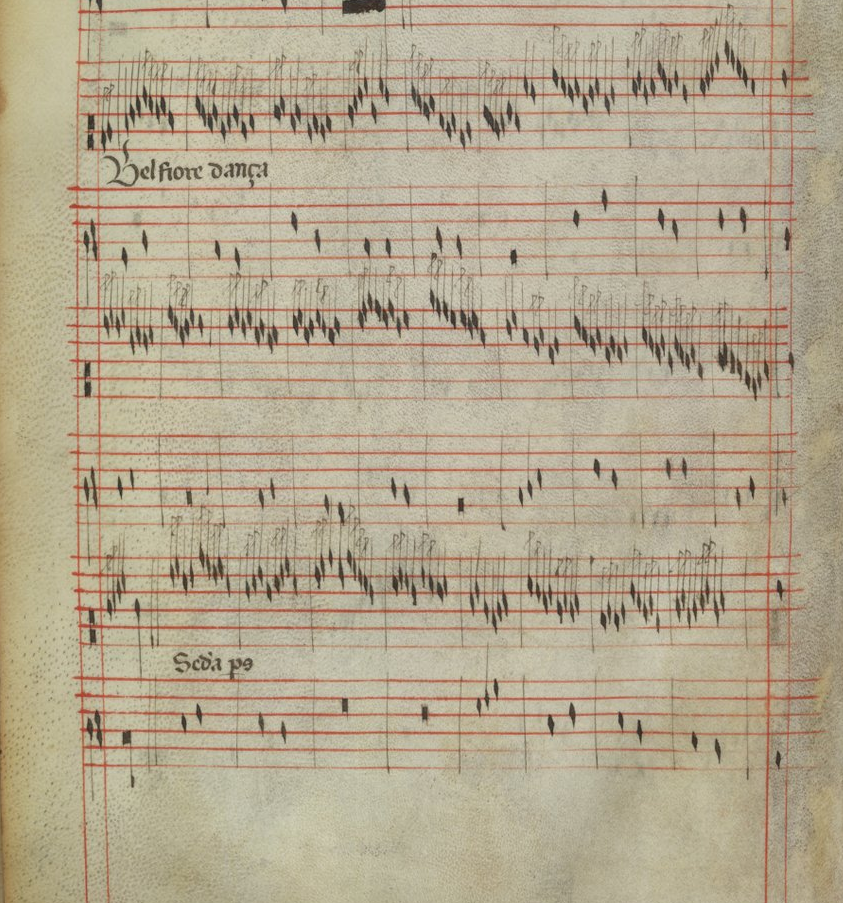
Bel fiore danza, intabuláció (80. lap)

## A művek tételesen
Az alábbi lista a kódexben lejegyzett zeneműveket tartalmazza, Johannes Bonadies szerzetes által a kódexbe később, 1473 és 1474 között bemásolt darabok a listában eltérő színnel szerepelnek.
| Srsz. | Lap     | Cím                                                            | Szerző                   | Forma                             | Szólam | Megjegyzés |
| ----- | ------- | -------------------------------------------------------------- | ------------------------ | --------------------------------- | ------ | --- |
| 1     | 2-3     | Kyrie eleison [« Fons et origo»]                               |                          | intabuláció                       | 2      | |
| 2     | 3v-5    | Et in terra pax [Gloria]                                       |                          | Gloria intabuláció                | 2      | |
| 3     | 5v-6    | Kyrie eleison                                                  | John Hothby              | Kyrie                             | 3      | |
| 4     | 6v-7    | Magnificat : Et exultavit spiritus meus                        | Bernhard Ycart           | Magnificat                        | 4      | |
| 5     | 7v-8    | Magnificat : Et exultavit spiritus meus                        | Bernhard Ycart           | Magnificat                        | 4      | Lehetségesnek tartják, hogy Heinrich Isaac a zeneszerző. |
| 6     | 8v-9    | Kyrie eleison                                                  | Bernhard Ycart           | Kyrie                             | 4      | Lehetségesnek tartják, hogy Heinrich Isaac a zeneszerző. |
| 7     | 9v-11   | Et in terra pax [Gloria]                                       | Bernhard Ycart           | Gloria latin                      | 4      | |
| 8     | 11v     | Fuga trium temporum                                            | John Hothby              | fúga                              | 3      | |
| 9     | 20v-21  | Christos sanesti et necron                                     | Johannes de Erfordia     | latin                             | 4      | |
| 10    | 27v-28  | Ora pro nobis                                                  | John Hothby              | latin                             | 4      | |
| 11    | 28v-29  | Ave regina caelorum                                            | Johannes de Erfordia     | latin                             | 3      | |
| 12    | 29v-30  | Kyrie eleison                                                  | Johannes de Erfordia     | Kyrie                             | 3      | |
| 13    | 30v-31  | Sanctus                                                        | Johannes de Erfordia     | Sanctus latin                     | 3      | |
| 14    | 36-36v  | In Descort (A discort sont Désir et Espérance)                 |                          | motetta intabuláció latin         | 2      | |
| 15    | 37-37v  | Hont paur (Honte, paour, doubtance)                            |                          | intabuláció francia               | 2      | |
| 16    | 37v-38  | De tout flors (De toutes flours)                               | Guillaume de Machault    | ballade intabuláció francia       | 2      | |
| 17    | 38v-39  | Aspire refus (Aspre refus contre doulce priere)                | John Hothby              | motetta intabuláció latin         | 2      | |
| 18    | 39-40   | Elas mon cœur                                                  | John Hothby              | chanson intabuláció francia       | 2      | A 44v-46v lap második verziója, David Catalunya, Clavisimbalum. |
| 19    | 40-40v  | De ce que fol pense                                            |                          | chanson intabuláció francia       | 2      | Pierre des Molins vokális műve alapján |
| 20    | 40v-41v | J'ay grant espoir de ma vie                                    |                          | ballade intabuláció francia       | 2      | Az eredeti cím J'ay grant desespoir de ma vie. |
| 21    | 41v-42  | Constantia                                                     |                          | chanson intabuláció               | 2      | |
| 22    | 42-43   | Le ior                                                         |                          | chanson intabuláció francia       | 2      | |
| 23    | 43-43v  | Christus rex pacificus = Jour à jour la vie                    | Guillaume de Machault    | intabuláció francia contrafactum. | 2      | Az 50-50v lap második változata. |
| 24    | 43v-44v | Viver ne puis                                                  |                          | intabuláció                       | 2      | |
| 25    | 44v-46v | Elas mon cœur                                                  | John Hothby              | chanson intabuláció francia       | 2      | A 39-40 lap első verziója. |
| 26    | 46v-48  | Deduto sei a quel che mai non fusti                            | Zacara da Teramo         | világi intabuláció olasz          | 2      | |
| 27    | 48v-49  | [Or sus, vous dormés trop] Or sus, vous dormez trop, ma dame   |                          | motetta intabuláció francia       | 2      | |
| 28    | 49v     | (sin texto)                                                    |                          | intabuláció                       |        | |
| 28.1  | 49v     |                                                                |                          | intabuláció                       |        | |
| 29    | 50      | i'aime la biaute                                               |                          | intabuláció                       | 2      | |
| 30    | 50-50v  | Christus rex pacificus = Jour à jour la vie                    | Guillaume de Machault    | intabuláció francia contrafactum  | 2      | A 43-43v lap első verziója. |
| 31    | 50-52   | Rosetta che non cançi mai colore (I)                           |                          | intabuláció olasz                 | 2      | |
| 32    | 52v-54  | Tūpes (?)                                                      |                          | világi intabuláció                | 2      | |
| 33    | 54v     | Sangilio (?)                                                   |                          | intabuláció                       | 2      | |
| 34    | 54v-56v | (sin texto)                                                    |                          | intabuláció                       |        | |
| 35    | 56v-57  | Biance flour                                                   |                          | chanson, intabuláció olasz        | 2      | |
| 36    | 57-58   | Benedicamus Domino                                             |                          | intabuláció                       |        | |
| 37    | 59v-60  | Kyrie                                                          |                          | Kyrie                             | 2      | |
| 38    | 63      | Que est ista que ascendit                                      | John Hothby              | motetta világi latin              | 4      | |
| 39    | 63v-65  | Magnificat : Et exultavit spiritus meus                        | John Hothby              | Magnificat latin                  | 3      | |
| 40    | 65v-66  | Magnificat : Et exultavit spiritus meus                        | Bernhard Ycart           | Magnificat latin                  | 3      | Lehetségesnek tartják, hogy Heinrich Isaac a zeneszerző. |
| 41    | 66v-67v | Magnificat : Et exultavit spiritus meus                        | Magnificat               | latin                             | 3      | |
| 42    | 68-69v  | Sotto l'imperio del posente prince                             |                          | intabuláció olasz                 | 2      | |
| 43    | 69v-70v | Qualle legge move                                              |                          | intabuláció olasz                 | 2      | |
| 44    | 71-72   | La dolçe sere (La douce cere)                                  |                          | intabuláció olasz                 | 2      | |
| 45    | 72-73   | O cieco mondo di lusinghe pieno                                | Jacopo da Bologna        | motetta intabuláció olasz         | 2      | |
| 46    | 73-74v  | Aquila altera (Aquila altera / Creatura gentil / Uccel di Dio) | Jacopo da Bologna        | motetta intabuláció olasz         | 2      | La traduction des trois voix différentes de la version du madrigal à trois voix est : « aigle altier / douce créature / oiseau de Dieu ». Les variations du Faenza sont très virtuoses. Ernst Stolz |
| 47    | 74v-77  | In perial sedendo (Imperiale sedendo fra più stelle)           | Fra Bartolino            | intabuláció olasz                 | 2      | |
| 48    | 77-78   | Jo me son uno che per le frasche                               | Jacopo da Bologna        | intabuláció olasz                 | 2      | David Catalunya, Clavisimbalum |
| 49    | 78-79   | Non na el so amante (Non al suo amante più Diana piacque)      | Jacopo da Bologna        | intabuláció olasz                 | 2      | Francesco Petrarca költeménye |
| 50    | 79-79v  | Kyrie [« Cunctipotens Genitor Deus »]                          |                          | intabuláció                       | 2      | |
| 51    | 79-80   | Che pena questa (Che pena è quest'al cor)                      |                          | intabuláció világi                | 2      | |
| 52    | 80v-81  | Bel fiore danza                                                |                          | intabuláció világi                | 2      | |
| 53    | 81-81v  | Non ara may pieta questa mia dona                              | Francesco Landini        | intabuláció olasz                 | 2      | Ernst Stolz, vielle |
| 54    | 82-82v  | Un fior(e) gentil m'apparse                                    | Antonio Zacara da Teramo | ballade intabuláció olasz         | 2      | |
| 55    | 82-83   | Rosetta che non cançi mai colore (II)                          | Antonio Zacara da Teramo | ballade intabuláció olasz         | 3      | |
| 56    | 84      | Diva panthera                                                  | John Hothby              | motetta latin                     | 3      | |
| 57    | 84v-85  | Tard' il mio cor                                               | John Hothby              | olasz                             | 3      | |
| 58    | 85v     | Ave sublime triumphale                                         | John Hothby              | motetta latin                     | 3      | |
| 59    | 86-86v  | Amor                                                           |                          | világi                            | 3      | |
| 60    | 87      | Non so se 'l è la mia culpa                                    | Johannes de Erfordia     |                                   | 3      | |
| 61    | 87v     | Doloroso mi tapinello io son                                   | Johannes de Erfordia     |                                   |        | |
| 62    | 88-90   | Kyrie eleison [« Cunctipotens genitor Deus »]                  |                          | intabuláció                       | 2      | |
| 63    | 90-92v  | Et in terra pax [Gloria]                                       |                          | intabuláció                       | 2      | |
| 64    | 93-94   | (sin texto)                                                    |                          | intabuláció                       | 2      | |
| 65    | 94v     | Souentt mes pas                                                |                          | intabuláció                       | 2      | Pedro Memelsdorff émet d'idée qu'il s'agisse d'un contrafactum du Gloria patri. |
| 66    | 95      | (sin texto)                                                    |                          | intabuláció                       | 2      | |
| 67    | 95-95v  | (sin texto)                                                    |                          | intabuláció                       | 2      | |
| 68    | 96-96v  | (sin texto)                                                    |                          | intabuláció                       | 2      | |
| 69    | 96v-97  | Ave maris stella                                               |                          | intabuláció                       | 2      | |
| 70    | 97-97v  | Benedicamus Domino                                             |                          | intabuláció                       | 2      | |

## Média
- no. 18 — John Hothby: Elas mon cœu a YouTube-on
- no. 46 — Jacopo da Bologna: Aquila altera a YouTube-on
- no. 48 — Jacopo da Bologna: Jo me son a YouTube-on
- no. 53 — Francesco Landini: Non ara may pieta questa mia dona a YouTube-on